# Expresso 2222
Expresso 2222 é o quinto álbum de estúdio do  cantor e compositor baiano Gilberto Gil, lançado em julho de 1972, pela Philips Records (atual Universal Music). A faixa-título tornou-se bastante conhecida, e viria a ser usada para nomear um trio elétrico coordenado por Gil desde 1998 na Bahia. Em outubro de 2007, a revista Rolling Stone Brasil divulgou uma lista dos 100 maiores discos da música brasileira, na qual o álbum ficou na 26ª posição.

## História e produção
O nome Expresso 2222 dá-se em homenagem a um trem pego por Gil para sair de sua cidade natal em direção a Salvador. O álbum, lançado em 1972, marca o retorno de Gil ao Brasil após um exílio de três anos em Londres.

## Faixas
Todas as canções escritas por Gilberto Gil, exceto onde indicado.
| Lado 1 |                                                      |                                                 |         |  |
| N.º    | Título                                               | Compositor(es)                                  | Duração |  |
| 1.     | "Pipoca Moderna" (com a Banda de Pífanos de Caruaru) | Sebastião C. Biano                              | 1:57    |  |
| 2.     | "Back in Bahia"                                      |                                                 | 4:35    |  |
| 3.     | "O Canto da Ema"                                     | João do Vale, Aires Viana, Alventino Cavalcanti | 6:20    |  |
| 4.     | "Chiclete com Banana"                                | Almira Castilho, Gordurinha                     | 3:23    |  |
| 5.     | "Ele e Eu"                                           |                                                 | 2:17    |  |

| Lado 2         |                                             |                |         |  |
| N.º            | Título                                      | Compositor(es) | Duração |  |
| 6.             | "Sai do Sereno" (participação de Gal Costa) | Onildo Almeida | 3:20    |  |
| 7.             | "Expresso 2222"                             |                | 2:38    |  |
| 8.             | "O Sonho Acabou"                            |                | 3:32    |  |
| 9.             | "Oriente"                                   |                | 6:00    |  |
| Duração total: | Duração total:                              | Duração total: | 34:01   |  |

| Faixas bônus - relançamento em CD de 1999 |                              |                |         |  |
| N.º                                       | Título                       | Compositor(es) | Duração |  |
| 10.                                       | "Cada Macaco no Seu Galho"   | Riachão        | 4:23    |  |
| 11.                                       | "Vamos Passear no Astral"    |                | 2:54    |  |
| 12.                                       | "Está na Cara, Está na Cura" |                | 2:38    |  |

## Recepção e crítica
| Críticas profissionais | Críticas profissionais |
| Avaliações da crítica  | Avaliações da crítica  |
| Fonte                  | Avaliação              |
| ---------------------- | ---------------------- |
| Allmusic               | link                   |

## Ficha técnica
Músicos
- Gilberto Gil - violão, guitarra, voz; percussão na faixa "Expresso 2222"
- Lanny Gordin - guitarra; baixo nas faixas "O Canto da Ema" e "Chiclete com Banana"
- Bruce Henry - baixo
- Tuti Moreno - bateria, percussão na faixa "Expresso 2222"
- Antônio Perna - piano; celesta na faixa "Ele e Eu"

Produção
- Roberto Menescal - coordenação de produção
- Guilherme Araújo - direção de produção
- Gilberto Gil - direção musical
- Christopher Barton e Marcus Vinicius (Vinicão) - técnicos de áudio